# (241097) 2007 DU112
(241097) 2007 DU112 est un centaure d'environ 34 kilomètres de diamètre, découvert par le programme Spacewatch.